# 原マスミ
原 マスミ（はら マスミ、男性、1955年2月27日 - ）は、日本のシンガーソングライター、イラストレーター、画家。千葉県館山市出身。
1976年からライブ活動を始め、1982年にデビュー。ユピテルレコードおよび徳間ジャパンより作品を発表する。独特の声質から現在は、ナレーターや声優などの活動も行っている。イラストレーターとしてはよしもとばなな作品の挿画で知られる。

## 音楽作品

### シングル
- ズットじっと／お・や・す・み（日本一悲しい歌）（1982年2月25日）
- 猫へ／月と星のボンヤリ（1982年）
- 天使にそっくり／アブク（1982年）
- おやすみ／猫へ（1987年「イマジネイション通信」再発盤初回プレスに付属した限定シングル）
- ズットじっと／昆虫（1987年「夢の４倍」再発盤初回プレスに付属した限定シングル）

### アルバム
- イマジネイション通信（1982年11月25日）
- 夢の4倍（1984年1月10日）
- 夜の幸（1988年11月25日）
- 人間の秘密（2012年10月13日）
- シングルズ&コレクションズ（2008年6月25日）

### 参加作品
- 上野洋子『ナーサリー・チャイムス』（1997年）

### タイアップ
- 海のふた（アルバム「人間の秘密」収録） - 映画『海のふた』（2015年）挿入歌

## TV・映画

### ナレーション
- ストレイシープ（フジテレビ）
- プレイヤーズ（日本テレビ）

### 音楽
- ピンクのカーテン
- ピンクのカーテン2

### 主題歌
- 新・ピンクのカーテン2
- クジラの跳躍 Glassy Ocean

### 出演
- 無頼平野（ナイトクラブのバンドマスター）
- ねじ式（ロイド眼鏡の男）
- 美代子阿佐ヶ谷気分

## 書籍
- トロイの月
- ふたコマ絵本
- 脳日記
- ぶるるんるんるん
- 夢の4倍
- すごくみじかい絵本